# Jean Gravier (homme politique, 1915-1991)
Pour les articles homonymes, voir Jean Gravier et Gravier.
Jean Gravier, né le 27 octobre 1915 à Frontenay dans le Jura et mort le 3 août 1991 à Prads-Haute-Bléone dans les Alpes-de-Haute-Provence, est un homme politique français.

## Détail des fonctions et des mandats
Mandat parlementaire
- 9 février 1966 - 2 octobre 1983 : Sénateur du Jura